# 語らない
「語らない」（かたらない）は、1995年5月25日にリリースされた稲垣潤一33枚目のシングル。

## 解説
TBS系『COUNT DOWN TV』オープニングテーマ。朝水彼方・小森田実・水島康貴という稲垣の作品として異色の作家陣の組合せである。本作を最後に10年間所属したファンハウスから移籍する。

## 収録曲
1. 語らない
（作詞:朝水彼方、作曲:小森田実、編曲:水島康貴）
2. 遅れてきたプロローグ
（作詞：山田ひろし　作曲：谷本新　編曲：岩本正樹）
3. 語らない （オリジナル・カラオケ）